# 2561 Margolin
2561 Margolin è un asteroide della fascia principale. Scoperto nel 1969, presenta un'orbita caratterizzata da un semiasse maggiore pari a 2,4313179 UA e da un'eccentricità di 0,1381940, inclinata di 2,48358° rispetto all'eclittica.